# Evangelisches Pfarrhaus (Absberg)

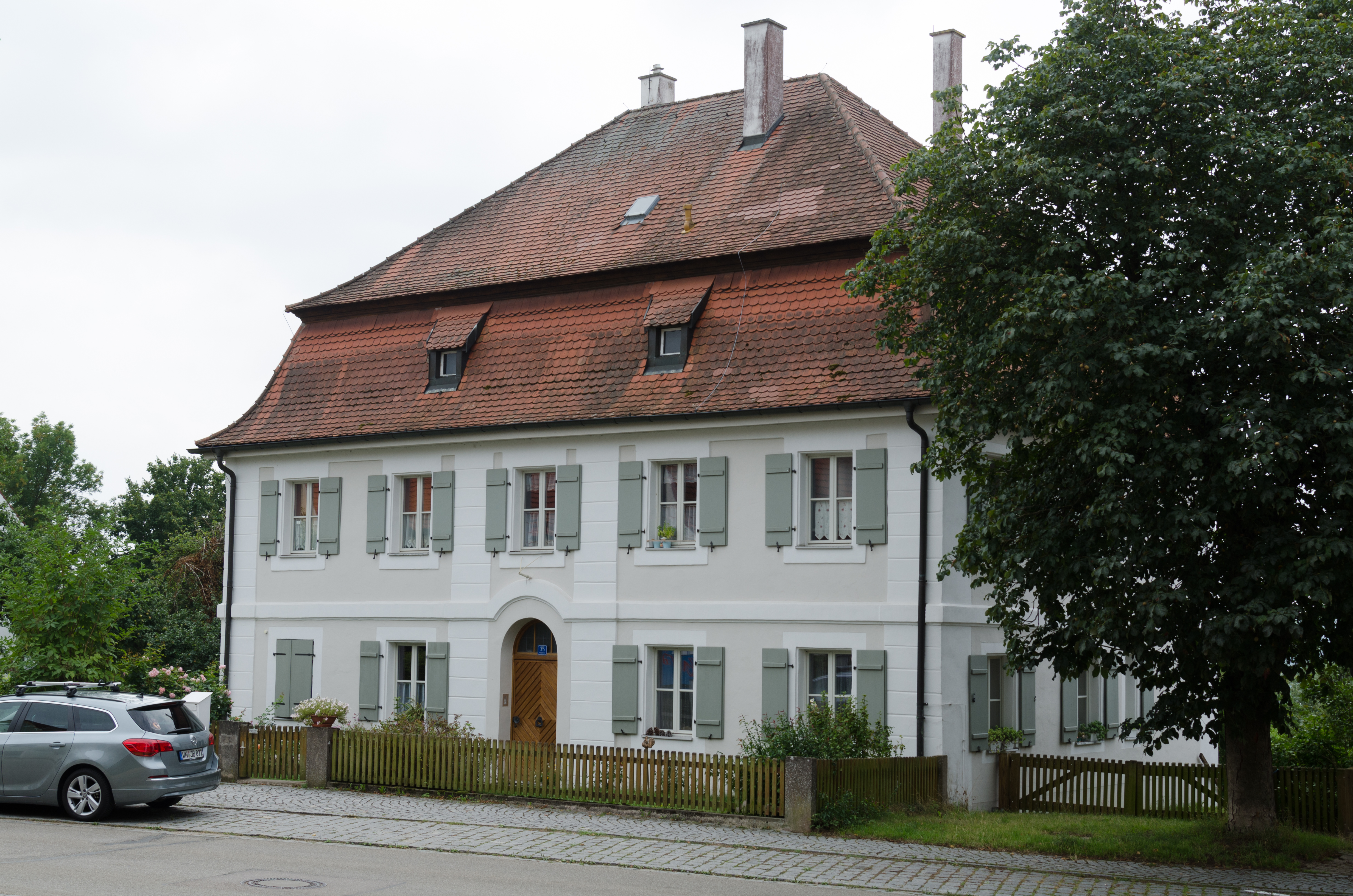
Evangelisch-Lutherischer Pfarrhof im Oktober 2013

Das evangelisch-lutherische Pfarrhaus in Absberg, eines Marktes im mittelfränkischen Landkreis Weißenburg-Gunzenhausen, hat die postalische Adresse Hauptstraße 35 und 37 und steht etwa einen halben Kilometer Luftlinie von der evangelischen Christuskirche entfernt. Das Gebäude ist unter der Denkmalnummer D-5-77-111-17 als Baudenkmal in die Bayerische Denkmalliste eingetragen.
Das Pfarrhaus wurde vermutlich nach Plänen Johann David Steingrubers in der Mitte des 18. Jahrhunderts errichtet. Das Gebäude ist ein zweigeschossiger Mansardwalmdachbau mit rustizierten Ecklisenen und Putzgliederung.